# 格朗布瓦
格朗布瓦（法語：Grambois，法語發音：[ɡʁɑ̃bwa]）是法国普罗旺斯-阿尔卑斯-蓝色海岸大区沃克吕兹省的一个市镇，属于阿普特区。

## 地理
格朗布瓦（43°45'44"N, 5°35'19"E）面积31.2 平方千米，位于法国普罗旺斯-阿尔卑斯-蓝色海岸大区沃克吕兹省，该省份为法国东南部内陆省份，北起德龙省，西北接阿尔代什省，西接加尔省，南至罗讷河口省，东南角与瓦尔省接壤，东临上普罗旺斯阿尔卑斯省。
与格朗布瓦接壤的市镇（或旧市镇、城区）包括：茹尔当堡、博蒙德佩尔蒂、米拉博、佩潘代格、圣马丹-德拉布拉斯克、拉图尔代格、吕贝龙地区维特罗勒。

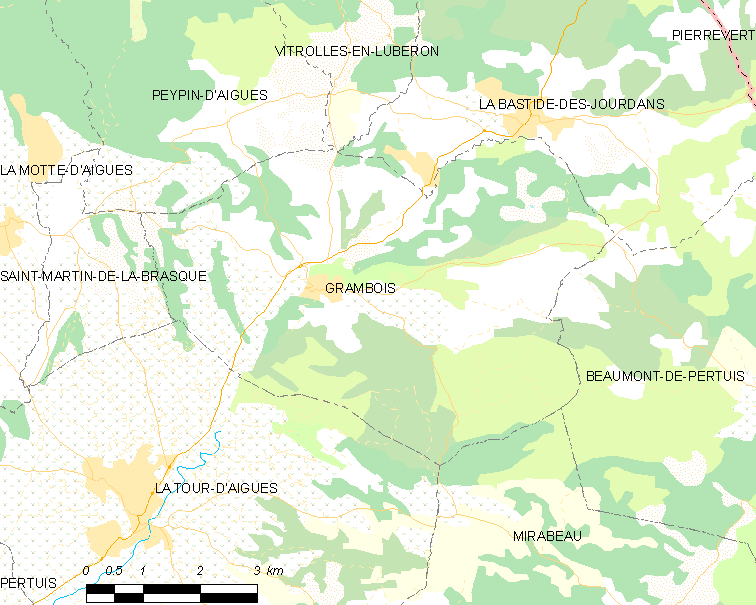
格朗布瓦的OSM定位图

格朗布瓦的时区为UTC+01:00、UTC+02:00（夏令时）。

## 行政
格朗布瓦的邮政编码为84240，INSEE市镇编码为84052。

## 政治
格朗布瓦所属的省级选区为佩尔蒂县。

## 人口

1962-2008年间格朗布瓦人口变化图示

格朗布瓦于2022年1月1日时的人口数量为1204人。